# Артюр, Жиль
Жиль Артюр (фр. Gilles Arthur) (род. 1958, Сен-Сен-Дени, Франция) — французский фокусник и иллюзионист, а также главный продюсер магических телевизионных шоу Франции.

## Биография
Родился в 1958 году в Сен-Сен-Дени. В 1974 году дебютировал в качестве фокусника в комическом шоу Посетители по средам, далее он принимал участие в комических шоу: В высшей лиге, В руках волшебников, Рождественские гости, Теперь твоя очередь и многих-многих других. В 1990 году был приглашён в телеигру Ключи от форта Байяр, где он исполнял роль фокусника на испытаниях Напёрстки и Полёт ключа. Он отработал в роли фокусника вплоть до 1998 года, при этом лишь в 1994 году уступил свою роль другому французскому фокуснику Алье из-за участия в магическом шоу Осторожно, магия! на телеканале France 3, в которой начал работать с 1993 года. Свое призвание и страсть к магии он находит во время дня рождения своего брата, устроенного фокусником. Он присутствовал на Фестивале Братства Волшебников, где его наняли оживить вестибюль Олимпии в Париже. Он также участвует в гала-концертах, показывает под шатрами или в деревенских ратушах, он организует гигантские магические мастер-классы для детей, а также выступает с фокусами в больницах с больными детьми. С помощью инженеров-химиков или электронщиков он практикует многие виды магии: теневую манию, крупный план, общую магию, манипуляции или великую иллюзию (разрезанная на куски женщина, левитация, пронзение и т. д.). Он изобрел «мегаиллюзии» и поднял ратушу Гани в воздух в 1990 году, во время самого первого фестиваля «Золотые мандрагоры», спонсируемого Жаном Марэ, эпизод которого транслировал Патрик Сабатье. Фокусник  в начале 2002 года создал первую волшебную музыкальную комедию В комнате волшебник?, которая демонстрировалась более двух месяцев в «Фоли Бержер» в Париже. В 2004 году он написал для парижского кабаре LIDO новую волшебную комедию «Приключения Марион, или Сломанная кукла». Эта комедия имела успех в период с 2004 по 2008 год. В 2005 году он организовал чемпионат Франции по магии, который в течение 16 лет транслировался на Paris Première. Этот чемпионат выявляет молодые таланты французской магии. Он также учредил чемпионат Европы по магии, который выделяет величайших европейских фокусников и назначает европейских послов магии во всём мире. Таким образом, в 2005 году он стал известен во всём мире. В 2014 году он отпраздновал свою 40-летнюю карьеру на сцене «Олимпии». В 2019 году он отпраздновал 30-летие фестиваля «Золотая мандрагора» и подарил Дэвиду Копперфильду статуэтку Золотой мандрагоры и назвал его выдающимся  фокусником мира.

## Видео
- Я учусь магии в телеигре Ключи от форта Байяр с Жилем Артюром, 1994, (VHS).

## Дискография
- 1981: 33 фокуса
- 1982: Раз, два, три… солнце (Philips)[1]
- 1983: Возьмите землю в свои руки (Philips)[2]
- 1988: Великая иллюзия

## Изображения
- Жиль Артюр держит в руке статуэтку Золотая мандрагора.

## Книги
- 1979 — Magie, Editions Hachette.
- 2002 — Toute la magie, Éditions Hachette jeunesse.
- 20ХХ — Les Secrets des Méga-Illusions, Éditions Académie de magie, Georges Proust.
- 2010 — 30 tours de magie - 30 illusions d'optique, Éditions Les 2 coqs d'or.
- 2018 — Street Magic, Éditions Hachette.
- 2019 — Les Plus Grands Magiciens du Monde - 30 ans de Mandrakes d'Or, Éditions Georges Proust.